# スペルブレイク
『スペルブレイク』 (Spellbreak) はかつてProletariatによって開発・運営されていた基本プレイ無料型のコンピュータゲーム。
2020年9月3日より正式サービスが開始されたが、2023年1月10日をもってサービスが終了した。
対応プラットフォームはWindows 10対応PC、PlayStation 4、Xbox One、Nintendo Switch。クロスプレイ、クロスセーブに対応していた。
オンラインマルチプレイにより、最大42人で対戦可能なバトルロイヤルゲーム。プレイヤーは魔法使いとなって、他のプレイヤーを魔法で倒し、最後の1人になれば勝利。
ソロモードでは1人だが、スクワッドモードでは3人でチームを組むことも可能。
時間の経過で「魔法嵐」により生存可能エリアが狭まってゆく。魔法嵐のエリアでは徐々にダメージを受けてしまう。
また、マップ内には様々な宝箱があり、そこからアイテムを入手することでプレイヤーをパワーアップさせることが可能。